# Le Lude
Le Lude – miejscowość i gmina we Francji, w regionie Kraj Loary, w departamencie Sarthe. W 2013 roku populacja ówczesnej gminy wynosiła 4008 mieszkańców. 
Dnia 1 stycznia 2018 roku połączono dwie wcześniejsze gminy: Dissé-sous-le-Lude oraz Le Lude. Siedzibą gminy została miejscowość Le Lude, a nowa gmina przyjęła jej nazwę.